# Daniel Campos-Hull
Daniel Campos Hull (Barcelona, España; 3 de agosto de 1989) es un expiloto de automovilismo español. Fue campeón del Master Junior Fórmula en 2006, subcampeón de Fórmula BMW ADAC en 2007 y quinto de la Fórmula 3 Italiana en 2009 con Prema Racing. En el año 2008 también participó en la Fórmula 3 Euroseries. 
Es hermano del también expiloto Oliver Campos Hull.

## Trayectoria

### Karting
Daniel Campos empezó en el karting a principios de los años 2000 junto a su hermano. En 2003 participó por primera vez en campeonatos europeos. En 2004 fue tercero en la categoría Junior de los campeonatos de España de Karting y la copa invernal South Garda. También fue sexto esa temporada en el Trofeo Andrea Margutti y séptimo en el Open Masters Italiano.

### Monoplazas
Debuta en los Monoplazas el año 2005, compitiendo en las series invernales de la Fórmula Junior 1600 Italiana y en el Master Junior Fórmula español. La temporada siguiente se proclama campeón de este campeonato, por delante de Bruno Méndez e Himar Acosta. En 2006 entró en el programa de Jóvenes Pilotos del Circuit de Catalunya y gracias a ello también participa parcialmente en la Fórmula BMW Alemana y la Fórmula Renault 2.0 Italiana.
En el año 2007, disputó su segunda temporada en la Fórmula BMW ADAC. El piloto impresionó acabando once carreras en el podio y ganando dos, que le dieron el subcampeonato por detrás de su compañero Jens Klingmann. Tras esa temporada, disputó la temporada entera de la Fórmula 3 Euroseries con el equipo HBR. El pobre rendimiento de su equipo solo le permitió acabar vigesimoquinto sin poder conseguir punto alguno. También participó en 2008 en una carrera de la Fórmula 3 Británica donde logró un meritorio sexto puesto y en el Gran Premio de Macao en el que destacó por una buena remontada en la carrera principal.
En 2009 disputó la temporada entera de la Fórmula 3 Italiana, no sin pasar algunos apuros económicos para poder terminarla. Tras un abandono en la penúltima carrera, terminó quinto en la clasificación final a sólo 10 puntos del subcampeonato. Esa temporada logró dos victorias y seis podios.

### Actualidad
Tras dejar la competición profesional en 2010, fue instructor y piloto de pruebas para diversas marcas. En 2014 reapareció brevemente pilotando un monoplaza del proyecto fallido de la Fórmula Acceleration 1 durante 6 carreras. Actualmente trabaja como tester de neumáticos en Aranjuez, anteriormente lo había hecho en el complejo de las pistas de prueba de Idiada, donde también trabaja su hermano Oliver.

## Resumen de trayectoria
| Temporada    | Series                                     | Escudería             | Carreras | Victorias | Poles | VR | Podios | Puntos   | Pos.     |
| ------------ | ------------------------------------------ | --------------------- | -------- | --------- | ----- | -- | ------ | -------- | -------- |
| 2005         | Fórmula Junior 1600 Italia - Winter Series | Tomcat Racing         | 4        | 0         | 0     | 0  | 1      | 26       | 6.º      |
| 2005         | Master Junior Fórmula                      | ?                     | 10       | 0         | 0     | ?  | 1      | 186      | 10.º     |
| 2006         | Master Junior Fórmula                      | ?                     | 20       | 7         | 0     | ?  | 12     | 328      | 1.º      |
| 2006         | Fórmula BMW ADAC                           | Josef Kaufmann Racing | 8        | 9         | 0     | 9  | 9      | 4        | 18.º     |
| 2006         | Final Mundial Fórmula BMW                  | Josef Kaufmann Racing |          |           |       |    |        |          | NF       |
| 2006         | Fórmula Renault 2.0 Italiana               | Facondini Racing      | 8        | 0         | 0     | 0  | 0      | 10       | 23.º     |
| 2006         | Eurocopa de Fórmula Renault 2.0            | Twin Cam Motorsport   | 2        | 0         | 0     | 0  | 0      | Invitado | Invitado |
| 2007         | Fórmula BMW ADAC                           | Eifelland Racing      | 18       | 2         | 3     | 3  | 11     | 622      | 2.º      |
| 2007         | Final Mundial Fórmula BMW                  | Eifelland Racing      |          |           |       |    |        |          | 7.º      |
| 2008         | Fórmula 3 Euroseries                       | HBR Motorsport        | 20       | 0         | 0     | 0  | 0      | 0        | 25.º     |
| 2008         | Fórmula 3 Británica                        | HBR Motorsport        | 2        | 0         | 0     | 0  | 0      | Invitado | Invitado |
| 2008         | Gran Premio de Macao                       | HBR Motorsport        |          |           |       |    |        |          | 17.º     |
| 2009         | Fórmula 3 Italiana                         | Prema Powerteam       | 16       | 2         | 2     | 5  | 6      | 148      | 5.º      |
| 2014         | Fórmula Acceleration 1                     | Team China/Team Spain | 6        | 0         | 0     | 0  | 0      | 20       | 13.º     |
| 2022         | San Silvestre 100                          | E2P Racing            |          |           |       |    |        |          | 9.º      |
| Referencias: |                                            |                       |          |           |       |    |        |          |          |